# You're Under Arrest - The Movie
You're Under Arrest The Movie (逮捕しちゃうぞ the MOVIE?, Taiho shichauzo - The Movie) è un film d'animazione del 1999 diretto da Junji Nishimura.
Pellicola anime tratta dal manga Sei in arresto! di Kōsuke Fujishima.
Il film è uscito nelle sale giapponesi il 29 aprile 1999, mentre in Italia il 12 maggio 2004, direttamente in DVD, uscito per la Dynit. Curiosamente la Dynit ha mantenuto il nome internazionale in inglese, nonostante in precedenza il titolo dei relativi manga e anime fossero stati tradotti in italiano.

## Trama

Miyuki e Natsumi in una scena del film

Dopo un anno passato a svolgere il proprio tirocinio in diverse stazioni di polizia, le agenti Tsujimoto e Kobayakawa, vengono riassegnate alla stazione di polizia di Bokuto. Di lì a poco, viene scoperto un traffico di armi illecito ad opera di una potente organizzazione terrorista, in cui viene coinvolto l'innocente capitano della stazione di Bokuto. Miyuki e Natsumi, insieme ai loro colleghi dovranno fare di tutto per scoprire chi c'è dietro al traffico, per poter così salvare anche la reputazione del loro superiore.

## Distribuzione

### Edizione italiana
Il film fu distribuito in Italia direttamente in DVD a partire dal 12 maggio 2004 ad opera di Dynit, presentando l'opera priva di censure rispetto alla serie animata originale. Per doppiare il lungometraggio non vennero chiamati i doppiatori usati per l'adattamento italiano dell'anime, che fu doppiato alla Compagnia Realizzazioni Cinetelevisive.
Il doppiaggio fu diretto da Fabrizio Mazzotta con l'assistenza di Elvi Scalise presso E.T.S. European Television Service.